# 데이비드 스턴
데이비드 스턴(David Sterne, 1946년 ~ )은 영국의 배우이다.
더비셔주에서 태어났다.

## 방송
- 헌티드
- 홀비 블루 시즌2
- 홀비 블루 시즌1

## 영화
- 트루스 오어 데어: 죽음의 진실게임 (2011년) - 우드브릿지 역
- 네버 렛 미 고 (2010년)
- 걸리버 여행기 (2010년) - 포어맨 역
- 울프맨 (2010년) - 커크 역
- 시민 VS 케인 (2009년)
- 슬로터 (2009년)
- 도리안 그레이 (2009년)
- 락앤롤 보트 (2009년)
- 홀비 블루 (2007년)
- 대참사 (2006년)
- 캐리비안의 해적 - 망자의 함 (2006년)
- 해리 포터와 불의 잔 (2005년)
- 베니티 페어 (2004년)
- 슈퍼스티션 (2001년)
- 기사 윌리엄 (2001년)
- 닥터스 (2000년)
- 탈로스 (1998년)
- 포토그래핑 페어러리 (1997년)
- 로맨싱 커플 (1996년)
- 천국으로 가는 세 계단 (1995년)
- 미세스 아리스 고즈 투 패리스 (1992년)
- 차타레 부인의 사랑 (1992년)
- 캐주얼티 (1986년)
- 더 빌 (1984년)
- 신밧드와 마법의 눈 (1977년)